# Poststraatkerk (Stadskanaal)
De Poststraatkerk is een kerk van de protestantse gemeente Stadskanaal aan de Poststraat aldaar. De kerk is in de jaren 1908/1909 gebouwd door de plaatselijke architect en aannemer Christoffer Linzel als een kerk voor de gereformeerden.

## Geschiedenis
De kerk met een kruisvormige plattegrond werd in de beginjaren van de 20e eeuw gebouwd als vervanging van de te klein geworden kerk van de gereformeerden in Stadskanaal. De plaatselijke aannemer/architect Linzel kreeg de opdracht om de kerk te bouwen. Hij ontwierp de kerk in een eclectische stijl en maakte daarbij gebruik van neogotische- en neorenaissancevormen.
Het door de Groninger orgelbouwer Jan Doornbos in 1886 vervaardigde kerkorgel komt oorspronkelijk uit de Ebbingekerk in Groningen. Het werd direct in 1909 in de Stadskanaalster kerk geplaatst. Mogelijk bevat het onderdelen van het orgel van Nicolaus Anthony Lohman dat van 1820 tot 1876 in de Bartholomeüskerk (Noordlaren) heeft gestaan.
In 1912 werd grenzend aan de kerk een pastorie gebouwd. In 1952 werd de kerk uitgebreid met een zalencentrum ten behoeve van de kerkelijke activiteiten. Bij de restauratie in 1980 werden het kerkmeubilair en de preekstoel vervangen. De pastorie verdween toen weer. 
De kerk (met uitzondering van het orgel) is erkend als een rijksmonument vanwege de cultuur- en architectuurhistorische waarde van het gebouw.

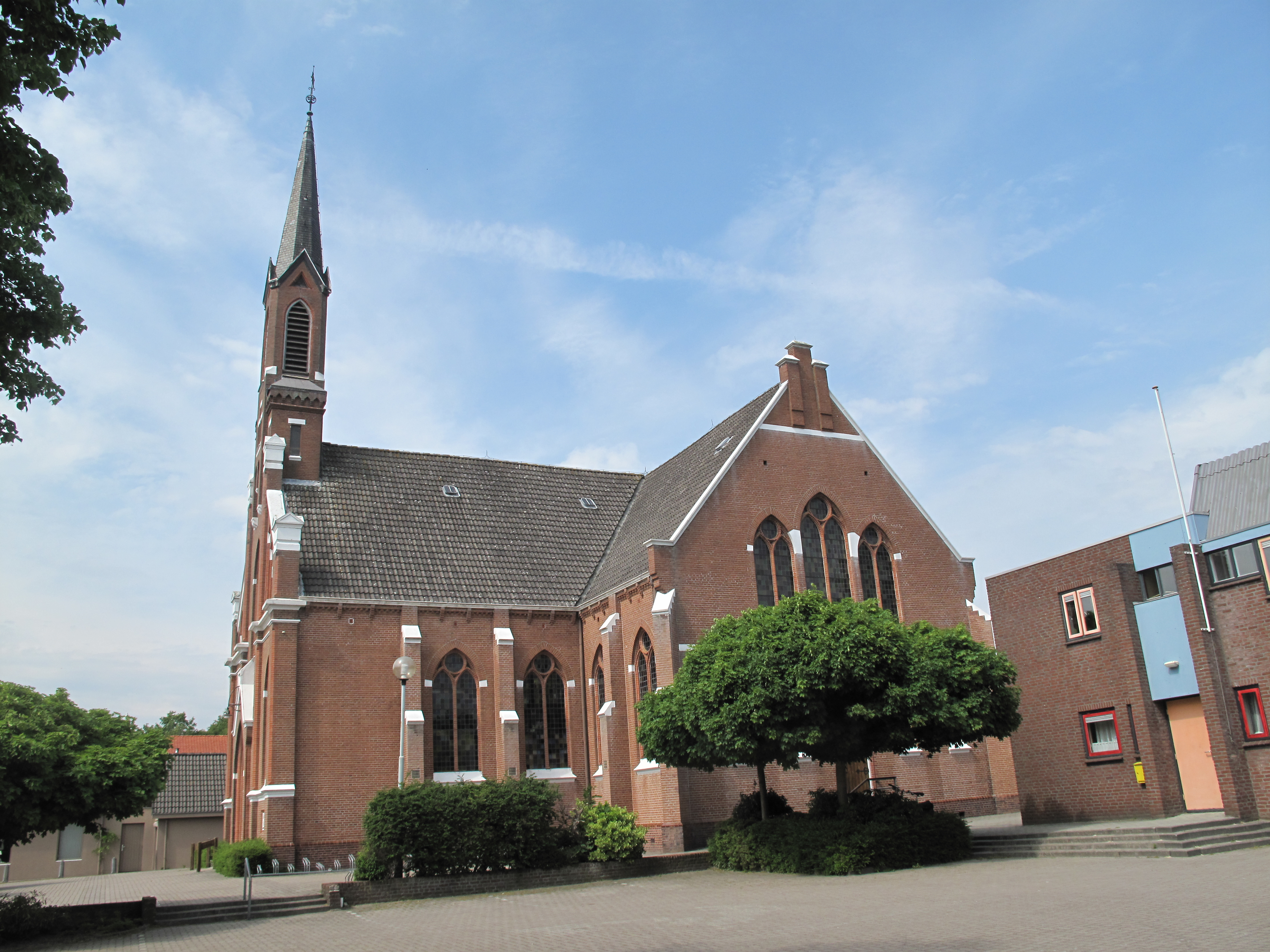
Stadskanaal, Poststraatkerk